# Tricholoma sulphureum
Tricholoma sulphureum (Bull.) P. Kumm., Der Führer in die Pilzkunde 133 (1871).

## Tassonomia
Tricholoma sulphureum fu descritto per la prima volta nel 1874 dal botanico francese Pierre Bulliard che lo classificò come Agaricus sulphureus; nel 1871 fu assegnato al genere Tricholoma dal micologo tedesco Paul Kummer.
Fa parte di un gruppo di quattro specie dall'odore sgradevole come Tricholoma inamoenum. La specie T. bufonium, potrebbe essere una variante intraspecifica.

## Descrizione della specie
Cappello
Generalmente di piccole dimensioni, massimo 10 cm, color giallo-zolfo, spesso un po' più scuro al centro (ocra), prima convesso poi sempre più spianato, occasionalmente con leggero umbone centrale, margine involuto.

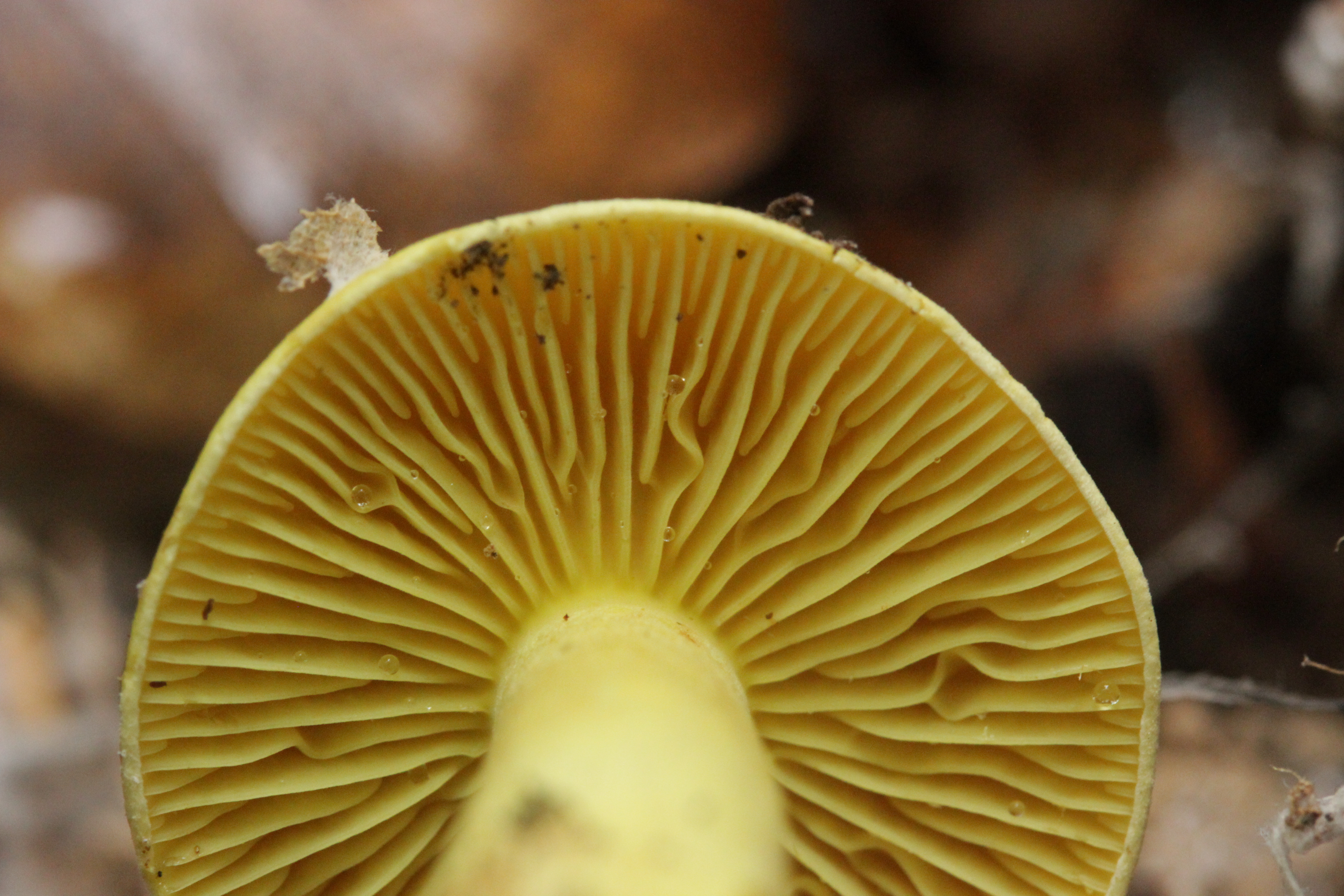
Lamelle
Molto spaziate, adnate-smarginate (sinuate), concolori al cappello, separate dal gambo.
Gambo
Concolore al cappello (giallo-zolfo), a volte obeso, spesso ricurvo, fibroso.
Carne
Color giallo chiaro.
- Odore: molto forte, nauseante, come di "gas illuminante" (acetilene).
- Sapore: nonostante molti libri indichino sapore sgradevole, in realtà all'assaggio denota note dolciastre e non amarognole come spesso indicato.

Spore
Bianche in massa, lisce, 9-12 x 5-6 µm.

## Habitat
Piuttosto comune, cresce in boschi di latifoglie e conifere, dall'estate fino all'autunno inoltrato, spesso in piccoli gruppi di 3-4 individui.

## Commestibilità
Velenoso.  Comunque l'odore repellente ed il sapore disgustoso dovrebbero scoraggiare anche il raccoglitore più inesperto.

## Specie simili
- Tricholoma equestre (sospetto), facilmente distinguibile dal T. sulphureum perché privo di odore repellente.

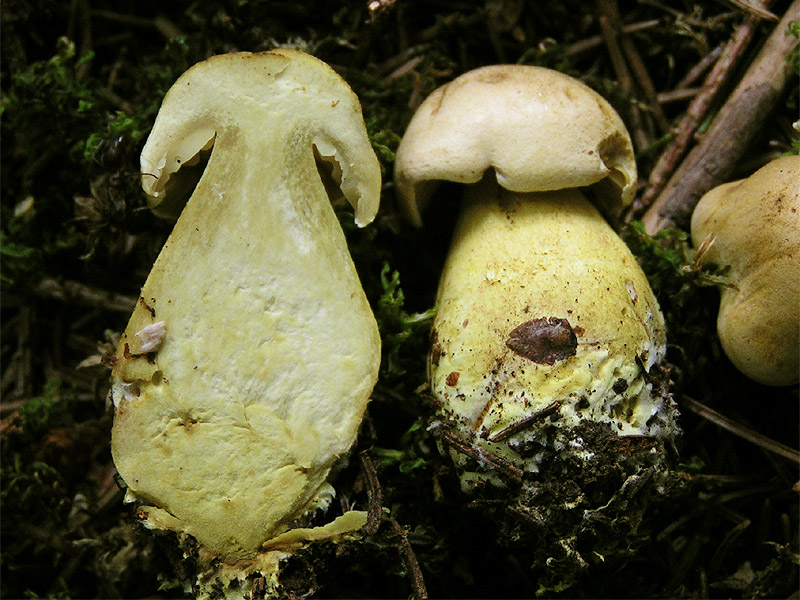
Esemplari giovani

## Etimologia
- Genere: dal greco thrìx, trikhós = pelo e lôma = orlo, con l'orlo peloso.
- Specie: dal latino sulphureum = attinente allo zolfo, per via del suo colore giallo vivo.

## Sinonimi e binomi obsoleti
- Agaricus sulphureus Bull., Herbier de la France 4: tab. 168 (1784) [1783-84]
- Gymnopus sulphureus (Bull.) Gray, A Natural Arrangement of British Plants (London) 1: 606 (1821)

## Nomi comuni
- Agarico zolfino